# Indosasa laotica
Indosasa laotica là một loài thực vật có hoa trong họ Hòa thảo. Loài này được (A.Camus) C.S.Chao & Renvoize mô tả khoa học đầu tiên năm 1989.